# 安常
安常（やすつね、波平 安常（なみのひら やすつね）、生没年不詳）は、江戸時代延享－明和期・薩摩の刀工。本名：橋口四郎兵衛。
波平58代・安国の長男。本家を継ぎ波平59代となった。
銘：「波平安常」初銘は「安和」。
息子は波平60代・ 行安。
大和守安行と並び新刀波平を代表する刀工。新刀期以降の波平としては唯一重要刀剣となっている作品がある。作風はよく詰んだ板目の地鉄に柾目がかかり地沸良くつく。刃紋は直刃調、互の目が交じり足が入る。匂深く沸厚く荒沸交じり砂流し入り、いわゆる芋蔓を呈する。帽子は小丸または中丸に返り、茎鑢目は檜垣、鷹の羽。先栗尻。